# Karelianismus

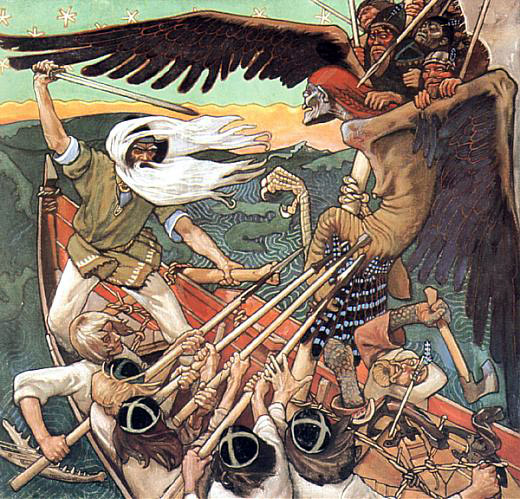
Das Gemälde von Akseli Gallen-Kallela Sammon puolustus (Verteidigung Sampos) nimmt Bezug auf den Nationalepos Kalevala.

Karelianismus war ein Kulturphänomen des Großfürstentums Finnland im auslaufenden 19. Jahrhundert, welches Schriftsteller, Maler, Dichter und Bildhauer einbezog. Seit der Veröffentlichung des Nationalepos Kalevala im Jahr 1835 stieg das Interesse der Kunstschaffenden an dem Erbe und dem Landschaftsraum Kareliens. Mit dem Ende des 19. Jahrhunderts wurde der Karelianismus eine Hauptströmung in der finnischen Kunst und Literatur. In dieser Bewegung fand eine Verherrlichung Kareliens statt, das als Fluchtburg für das Wesen des finnischen Nationalgefühls und seiner Identität verstanden wurde. 
Die Maler Akseli Gallen-Kallela und Louis Sparre werden typischerweise als Begründer des Karelianismus genannt. Bald danach schlossen sich der Bildhauer Emil Wikström, der Schriftsteller Juhani Aho, der Journalist und Dichter Eino Leino, Ilmari Kianto, die Komponisten Jean Sibelius und Pekka Juhani Hannikainen sowie die Architekten Yrjö Blomstedt und Victor Sucksdorff dem Karelianismus an. Die Strömung hielt bis in die 1920er Jahre an und kam während des Zweiten Weltkrieges wieder auf, als eine irredentistische Bewegung ein Großfinnland schaffen wollte. 